# Otinotoides pallipes
Otinotoides pallipes är en insektsart som beskrevs av Walker 1870. Otinotoides pallipes ingår i släktet Otinotoides och familjen hornstritar. Inga underarter finns listade i Catalogue of Life.